# North Turton
North Turton – civil parish w Anglii, w Lancashire, w dystrykcie (unitary authority) Blackburn with Darwen. W 2011 civil parish liczyła 3867 mieszkańców. W obszar civil parish wchodzą także Belmont, Chapeltown, Edgworth, Entwistle, Quarlton, Round Barn, Turton Bottoms i Whittlestone Head.